# Dōtanuki
Dōtanuki (同田貫?) è il nome di una scuola giapponese di fabbri provenienti dalla provincia di Higo che producevano spade di tradizione bizen durante il periodo feudale del giappone.
Il nome indica anche il tipo di spada prodotto dalla suddetta scuola.

## Scuola dotanuki
La scuola dotanuki si è evoluta nella provincia di Higo con la sua fondazione che risale al famoso Enju Kunimura (延寿国村). Enju Kunimura fondò la scuola higo enju nel 1305 circa. Kunimura nacque nella provincia di Yamato dal fabbro Hiromura. Si trasferì nella provincia di Yamashiro, divenne uno studente di Rai Kuniyuki e in seguito sposò la figlia di Kuniyuki. Kunimura si trasferì quindi a Higo e fondò la scuola enju. Sono note solo sei lame di Kunimura.
La scuola dotanuki emerse nel villaggio di Dotanuki, nella provincia di Higo, a metà del XVI secolo, in seguito al declino della scuola higo enju nell'ultima parte del periodo koto. Si dice che il fondatore della scuola dotanuki fosse Dotanuki Masakuni, è stato chiamato Oyama Kozuke no Suke e la sua firma originale era Nobuyoshi. Il famoso generale Katō Kiyomasa onorò Masakuni con un carattere del suo nome, e da quel momento in poi Nobuyoshi fu noto come Masakuni, ma la maggior parte delle sue opere è firmata "Dotanuki Kozuke no Suke".
Le spade dotanuki guadagnarono rapidamente grande popolarità tra i guerrieri grazie alla loro superiore capacità di taglio. I fabbri dotanuki si preoccupavano poco dell'estetica e si concentravano su resistenza, affilatura e durata sul campo. Erano rinomati per la produzione di lame che avrebbero resistito alle condizioni più dure, alle situazioni più difficili sul campo di battaglia e sarebbero sopravvissute per tornare in battaglia giorno dopo giorno, anno dopo anno.

## Spade dotanuki
La dōtanuki è spesso intesa come un'evoluzione della uchigatana. Avevano una lama spessa, manico lungo e, mentre una normale lama di uchigatana non superava i 70 cm di lunghezza e pesava tra i 700 e i 900g, una lama da dōtanuki era lunga tra i 90 cm e il metro e pesava circa 1 kg. Nel complesso aveva dimensioni e proporzioni simili al tachi, ma era portata in vita come una normale uchigatana. I riferimenti storici a questa spada sono troppo pochi e poco dettagliati per sapere se si tratta di una spada realmente esistita.

## Riferimenti immaginari
Il dōtanuki è apparso in diverse forme di intrattenimento, caratterizzato da una lama più larga e spessa di qualsiasi normale katana. Ogami Ittō nel manga Lone Wolf and Cub aveva un dōtanuki (usando l'ortografia 胴太貫 "torso-spesso-penetrare") come arma principale. La katana di nome Gassan in Soulcalibur II e Soulcalibur III è un dōtanuki. Gassan è maneggiata da Heishiro Mitsurugi in Soulcalibur II.
Molte opere di narrativa storica scrivono dōtanuki con diversi caratteri come 胴田貫 (approssimativamente "torso-risaia-penetrare"), con un'etimologia popolare che afferma che, quando usato per tagliare il torso di un cadavere sdraiato in una risaia, la spada potrebbe perforare cadavere e terreno, panzana che non si trova in alcun manuale o catalogo storico.